# El Capitán Mostachete
El Capitán Mostachete fue una serie de historietas desarrollada por José Sanchis a partir de 1958 para la revista "Jaimito" de la Editorial Valenciana.

## Trayectoria editorial y argumento
El Capitán Mostachete se publicó por primera vez en el número 438 de la revista "Jaimito", siguiendo al éxito de El Soldadito Pepe con la que comparte ciertas similitudes. Como ella, carece de la fantasía desbordada de Pumby y muestra en su lugar una ambientación histórica en el pasado europeo (en esta ocasión el siglo XVII), con anacronismos de tinte humorístico.
En Burgomecachis, una ciudad ficticia, el fanfarrón espadachín Mostachete mantiene frecuentes enfrentamientos con el perverso Mago de Coz.
Con los años, Sanchis empezó a desarrollar aventuras de más de una página, como ya hiciera con Pumby.